# Scaptia maculiventris
Scaptia maculiventris är en tvåvingeart som först beskrevs av John Obadiah Westwood 1835.  Scaptia maculiventris ingår i släktet Scaptia och familjen bromsar. Inga underarter finns listade i Catalogue of Life.